# Кодекс Борджиа (коптский)
Кодекс Борджиа (лат. Codex Borgianus; условное обозначение: T или 029) — унциальный манускрипт V века на греческом и коптском языках.
Рукопись содержит текст Евангелия от Луки 22-23 и Евангелия от Иоанна 6-8, на 23 пергаментных листах (26 x 21 см). Рукопись получила название по имени кардинала Стефано Борджиа.

## Особенности рукописи
Текст на листе расположен в двух колонках. Греческий текст рукописи отражает александрийский тип текста. Рукопись отнесена к II категории Аланда. Текст рукописи был издан в 1789 году.
Фрагменты той же самой рукописи были найдены несколько раз и условно обозначены номерами 029, 0113, 0125 и 0139.
В настоящее время рукопись хранится в Ватиканской библиотеке (Borgia Coptic 109), в Нью-Йорке (библиотека Моргана, M 664A) и в Париже (Национальная библиотека Франции, Copt. 129).